# 뽀뽀뽀 친구친구
《뽀뽀뽀 친구친구》는 대한민국의 문화방송의 매주 월요일 ~ 화요일 MBC TV에서 방송된 유아 교육 프로그램으로, 한국방송공사의 TV유치원, 한국교육방송공사의 딩동댕 유치원과 더불어 3대 어린이 프로그램 트로이카로 군림했던 《뽀뽀뽀》의 후속작이다.
《뽀뽀뽀》 제작 40주년을 맞이하는 해에 방영됨에 따라 《뽀뽀뽀 친구친구》 라는 이름을 달고 새로이 단장하였으며, 지난 시즌 없어졌던 뽀미언니도 7년 만에 되살렸다. 걸그룹 헬로비너스의 멤버였던 이서영이 프로그램을 진행한다.

## 방송 일정
| 방송 채널 | 방송 기간                         | 방송 시간                                      | 방송 분량 |
| --------- | --------------------------------- | ---------------------------------------------- | --------- |
| MBC TV    | 2020년 7월 13일 ~ 2021년 6월 22일 | 매주 월요일 ~ 화요일 오후 12시 50분 ~ 1시 20분 | 30분      |

## 역대 뽀미언니
| 역대 | 이름   | 기간                              | 직업 | 비고 |
| ---- | ------ | --------------------------------- | ---- | ---- |
| 1대  | 이서영 | 2020년 7월 13일 ~ 2021년 6월 22일 | 배우 |      |

## 타이틀 변천사
| 기수 | 타이틀             | 방송 기간                         |
| ---- | ------------------ | --------------------------------- |
| 1기  | 뽀뽀뽀             | 1981년 5월 25일 ~ 2007년 4월 4일  |
| 2기  | 뽀뽀뽀 아이 조아   | 2007년 4월 9일 ~ 2013년 8월 7일   |
| 3기  | 뽀뽀뽀 모두야 놀자 | 2018년 4월 2일 ~ 2020년 1월 6일   |
| 4기  | 뽀뽀뽀 친구친구    | 2020년 7월 13일 ~ 2021년 6월 22일 |

## 제작진 소개
- 기획 - 민운기
- 책임 프로듀서 - 김창일
- 제작총괄 - 강호양